# René Lucet
Pour les articles homonymes, voir Lucet.
René Lucet est un haut fonctionnaire français, directeur de caisse de la Sécurité sociale, né le 30 mai 1943 à Fontainebleau et retrouvé mort le 4 mars 1982 dans le 12e arrondissement de Marseille.
Malgré l’enquête, les circonstances de sa mort demeurent mystérieuses et pourraient résulter d'un assassinat.

## Biographie

### Jeunesse et entrée à la Caisse primaire d’assurance maladie
René Philippe Lucet est né le 30 mai 1943 à Fontainebleau (Seine-et-Marne). Son père est propriétaire de salle de cinéma dans la ville[réf. souhaitée].
Il obtient son baccalauréat avant d'entrer en 1964 à la Caisse primaire d'assurance maladie de Melun, en tant qu'employé en écritures. Il poursuit parallèlement ses études de droit (licence de droit). Il occupe ensuite un poste de rédacteur juridique, après avoir obtenu le diplôme du CNESS (Centre national d'études de la Sécurité sociale) et est nommé chef de service à la Caisse régionale d'assurance maladie de Paris en 1968. 

### Accès à la haute fonction publique
En 1972, René Lucet revient à la  Caisse primaire d'assurance maladie  (CPAM) de Melun en tant que secrétaire général (responsable des services administratifs), appuyé par le syndicat FO et le CNPF pour prendre en main cet organisme dirigé par M. Bonamy, directeur proche de la CGT.
Il est l'un des premiers secrétaires généraux de caisse à s'informatiser.
En 1975, il devient directeur de la caisse, après l'avoir dirigé en tant que directeur adjoint sous les ordres d’un directeur fantoche. À l’âge de 32 ans, il est alors le plus jeune directeur de CPAM.
Le 5 novembre 1979, il devient directeur de la CPAM des Bouches-du-Rhône, qui est la seconde de France en importance après celle de Paris : 1 500 000 assurés sociaux à gérer, avec un personnel de 3 500 agents et un budget de remboursement de trente millions de francs[pas clair], soit l'équivalent de plus de dix millions d'euros des années 2020. Il veut réformer cette caisse qui ne fonctionne pas bien à l'époque : quelque 800 000 dossiers de remboursement ou de gestion sont en souffrance, les délais de règlement sont d'un mois environ, des grèves à répétition ont lieu, l'absentéisme des agents est de 31 %. Il désire augmenter sensiblement le nombre des centres de paiement qui existaient alors dans Marseille, afin de faciliter la vie des usagers : il veut les faire passer de 28 à 45. Le conseil d'administration de la caisse, à composition paritaire (représentants du patronat et des syndicats), vote d'ailleurs cette proposition le 19 décembre 1979. Il choisit alors une procédure rapide mais discutable, celle des marchés de gré à gré, et engage un budget très important de près de vingt-trois millions de francs, soit l'équivalent de plus de sept millions d'euros des années 2020.

### Sous le gouvernement socialiste
À la CPAM des Bouches-du-Rhône, René Lucet impose, par des méthodes musclées, un assainissement des finances. En particulier, il met fin à la délégation de service public dont avaient bénéficié plusieurs mutuelles liées à la CGT ; apparemment, le syndicat en avait profité pour se constituer une caisse noire. Il découvre aussi un système de financement proche du milieu marseillais. À cette époque, de sensibilité gaulliste (ancien adhérent de l'Union des jeunes pour le progrès, dans sa jeunesse à la section de Fontainebleau), adhérent actif de Force ouvrière quand il est entré à la CPAM de Melun, ancien conseiller municipal au moment où Paul Séramy était le maire de Fontainebleau, franc-maçon (à la Grande Loge de France), il aurait pu devenir ministre des Affaires sociales si la droite avait gagné les élections de mai 1981. Mais après l'élection de François Mitterrand, il perd tous ses appuis politiques.
Le nouveau gouvernement décide, en juin 1981, sur demande de la CGT, de lancer une enquête de l'Inspection générale des affaires sociales (IGAS) sur sa gestion et ses méthodes de gouvernance. Cette enquête est faite à charge à compter de septembre et son rapport final est communiqué à l'intéressé le 10 décembre 1981. Immédiatement, René Lucet produit un rapport de 28 pages contrant systématiquement toutes les affirmations du rapport de l’IGAS. Le 14 décembre, le conseil d'administration de la caisse renouvelle sa confiance à son directeur, après l’avoir entendu pendant cinq heures (ont voté contre la confiance la CGT et la CFDT).
Néanmoins deux mois plus tard, le 19 février 1982, à la demande de sa ministre de tutelle Nicole Questiaux, il fait l'objet d’une mesure de suspension de sa fonction de directeur de la CPAM de Marseille.

### Mort violente à Marseille et inhumation à Fontainebleau
René Lucet est retrouvé mort le 4 mars 1982 dans sa villa au sein du quartier Saint-Barnabé, du 12e arrondissement de Marseille ; officiellement, il s'est suicidé en se tirant deux balles dans la tête. Des diffamations suivent, violemment combattues par sa veuve,.
Une violente polémique s'ensuit. La droite accuse le gouvernement de l'avoir acculé au suicide. La gauche s'étonne de cette mort et se demande s'il ne s'agit pas d'un meurtre. René Lucet aurait été tué parce qu'il en savait trop sur certains financements politiques.
Plus d'un fait est troublant. Tout d'abord, René Lucet s'est suicidé de deux balles dans la tête. Selon les rapports d'autopsie, les deux balles étaient mortelles et successives et ont été tirées dans le même orifice.
Ensuite, l'un des policiers lave la main de René Lucet après avoir relevé les empreintes, ce qui empêche de faire un test à la cire pour savoir si le mort a réellement tiré (ce test permet de détecter les traces de poudre sur la main).
Pour terminer, le commissaire Marza rédige un rapport le 12 mars 1982 indiquant que ni la présence de sang au plafond, ni la position de René Lucet, ni le tir de deux balles successives ne peuvent être expliqués, comme le révèle Le Canard enchaîné du 24 mars 1982.
La messe des obsèques a lieu à Fontainebleau en l'église Saint-Louis (Seine-et-Marne) le 9 mars 1982,. Il repose dans cette ville depuis lors,.

### Polémiques
À la suite de cette mort tragique, la France de l'époque se trouve alors fortement divisée entre les pro et les anti-Lucet.

### Enquête menée, inachevée, puis close faute d'éléments suffisants
Une semaine après les obsèques, le 16 mars 1982, le corps de René Lucet est exhumé : le collège d'experts affirme que les deux balles ont été tirées successivement et que René Lucet était vivant quand la deuxième fut tirée,. Robert Badinter, ministre de la Justice, s'indigne que le procureur de Marseille Albert Vilatte n'ait pas fait remonter de telles informations et qu'il ait même refusé, dans un premier temps, le rapport du commissaire Marza. Dès la fin mars, le procureur Vilatte est muté et promu avocat général près la Cour d'appel de Paris « dans l'intérêt du service ». Pierre Truche, avocat général à la cour à Grenoble le remplace. Quant à Marcel Guilbot, procureur général à Aix-en-Provence, il est remplacé par Georges Beljan, ancien directeur de cabinet de Robert Badinter,,.
Une instruction sur les causes de la mort de René Lucet est ouverte sur décision du parquet de Marseille, trois semaines après la constatation du décès. L'instruction de cette affaire est confiée au juge d'instruction Bernadette Augé le 23 mars, et, deux ans plus tard en mai 1984, treize personnes sont écrouées sur décision de Mme Françoise Llaurens-Guérin, juge d'instruction, à la suite de l'enquête conduite par la section économique et financière de la police judiciaire de Marseille. Quatre ans après, en janvier 1988, la juge d'instruction rend une ordonnance de non-lieu, sans avoir pu éclaircir l'affaire.

### Révélations connexes consécutives aux diverses enquêtes menées au cours de l’instruction de six années
À la suite des diverses enquêtes menées au cours de l’instruction longue de six années, est découverte une imbrication de deux réseaux :
- le premier, basé à Marseille, fondé par Nick Venturi, un ancien truand rescapé de la guerre des gangs qui avait suivi l'arraisonnement du yacht Combinatie dans les années 1950, guerre des gangs qui avait fait près de vingt-cinq morts en moins de vingt ans ; ce réseau fabrique de fausses factures destinées à alimenter des caisses noires électorales pour des politiciens provençaux ;
- le second, niçois, dirigé par un inspecteur des impôts de cette ville, Julien Zemour, cousin des truands du même nom, et qui bénéficie nécessairement de la complicité des directeurs des hôpitaux, soi-disant « victimes » de cette fraude.

Le scandale va révéler la corruption de nombreux fonctionnaires dans diverses mairies de toute la France et de toutes couleurs politiques (Paris, Nice, Marseille, Clermont-Ferrand, Le Havre, Perpignan…). Cet aspect était pressenti par Lucet comme il l’a rapporté au Monde peu avant sa mort.

## L’affaire Lucet dans les médias
Une émission de France Inter, Rendez vous avec X, est consacrée à l'affaire René Lucet le 28 février 2009, ainsi qu'une autre sur RTL, L'Heure du crime de Jacques Pradel, le 18 janvier 2013.